# International Police Association
Die International Police Association (IPA) ist die größte internationale Berufsvereinigung von Polizeibediensteten. Sie hat etwa 360.000 Mitglieder in 65 Staaten. Das Motto lautet Servo per amikeco (Dienen durch Freundschaft) (Esperanto).

## Geschichte und Organisation

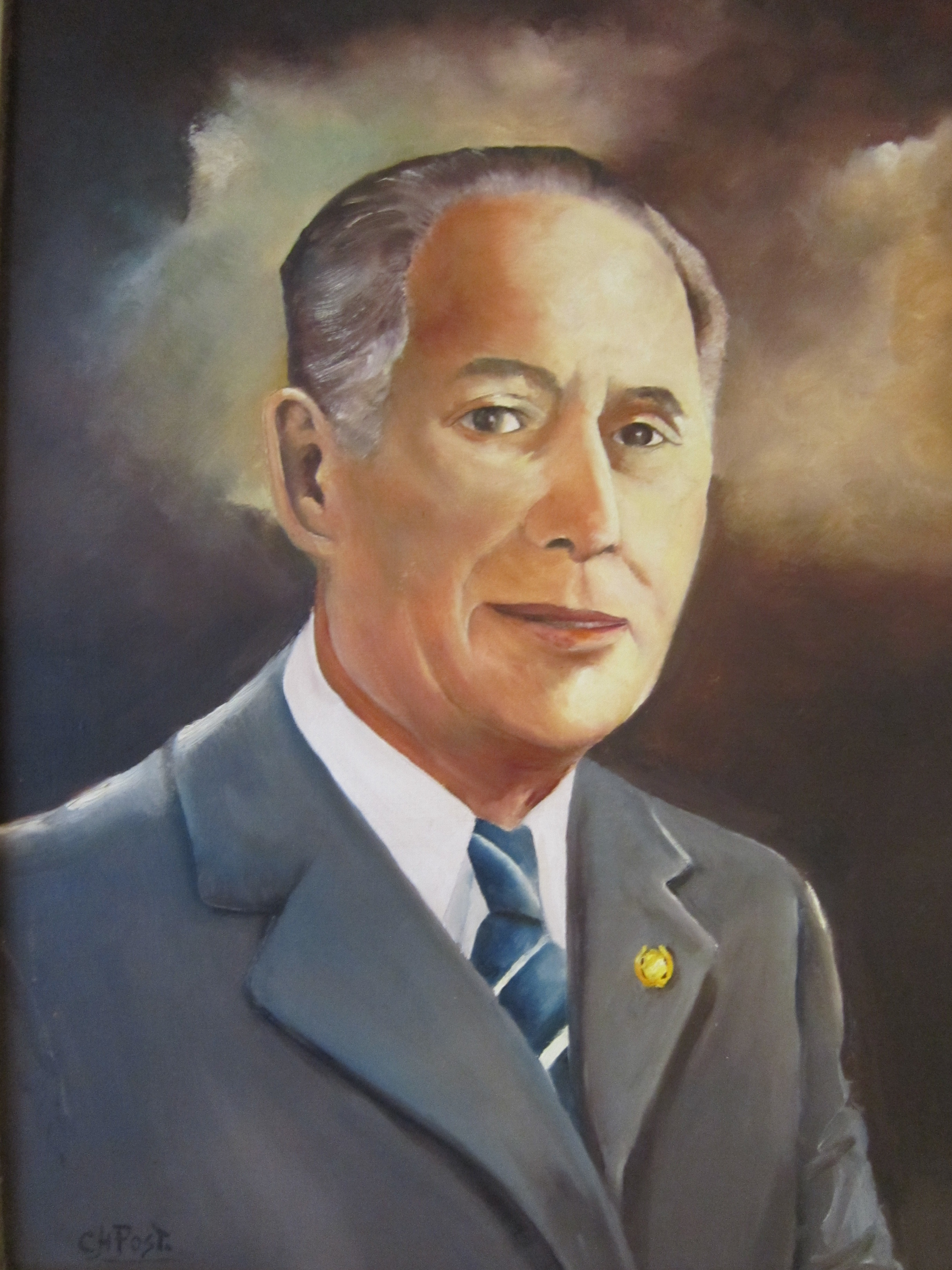
Arthur Troop

Die Verbindung wurde am 1. Januar 1950 durch den britischen Polizeibeamten Arthur Troop gegründet, um freundschaftliche Verbindungen herzustellen und die Zusammenarbeit von Polizeiangehörigen in der ganzen Welt anzuregen.
Die International Police Association ist ein unabhängiger Zusammenschluss von aktiven oder pensionierten Angehörigen des Polizeidienstes ohne Unterschied von Rang, Geschlecht, ethnischer Zugehörigkeit, Hautfarbe, Sprache oder Religion. Sie ist deshalb offen für die Polizei jedes Staates, der freie und ungehinderte internationale Kontakte zwischen Polizeiangehörigen und den gegenseitigen Erfahrungsaustausch ermöglicht. Die IPA ist politisch und gewerkschaftlich unabhängig und an keine andere Gruppe oder Institution gebunden. 
Auf Grund ihres Zweckes und ihrer Ziele ist die IPA seit dem 26. Juli 1995 bei der UNO mit beratendem Status in der Liste der nichtstaatlichen internationalen Organisationen (NRO) registriert.

## Ziele
Oberstes Ziel der IPA ist es, freundschaftliche Beziehungen, die gegenseitige Hilfe und das Verständnis zwischen Polizeibediensteten des In- und Auslandes zu fördern. So soll die internationale polizeiliche Zusammenarbeit durch Erfahrungsaustausche gefördert und durch Öffentlichkeitsarbeit das Bild der Polizei und das Verhältnis Bürger – Polizei positiv beeinflusst werden.
Neben dem Bekanntmachen und Aufarbeiten aktueller gesellschaftspolitischer Themen sollen Antworten auf Fragen im Spannungsfeld aus persönlicher Freiheit und staatlicher Kontrolle gegeben werden. 
Die IPA verpflichtet sich zur Einhaltung der Grundsätze der Allgemeinen Erklärung der Menschenrechte, wie sie 1948 von den Vereinten Nationen verkündet wurden und erkennt an, dass jede Art der Folter mit diesen Grundsätzen absolut unvereinbar ist. Außerdem ist die IPA um die Förderung gegenseitiger Hilfeleistungen im sozialen Bereich bemüht und möchte im Rahmen ihrer Möglichkeiten zum friedlichen Miteinander verschiedener Völker sowie zur Erhaltung des Weltfriedens beitragen.

## Angebote
Jedes Jahr findet ein internationales Jugendtreffen in einem anderen Teil der Welt für junge IPA-Mitglieder und Söhne und Töchter von IPA-Mitgliedern statt. In vielen Ländern wird neben regionalen Mitteilungsblättern eine nationale IPA-Zeitschrift herausgegeben.

## IPA Deutsche Sektion e. V.
Die IPA Deutsche Sektion e. V. wurde im Februar 1955 in Münster  gegründet. Sie hat mit Stand Januar 2021 rund 56.000 Mitglieder.